# 克难坡
克难坡，位于山西省临汾市吉县西北30公里的壶口镇南村坡村，是中华人民共和国山西省文物保护单位之一。

## 历史
南村坡村距壶口瀑布仅10多公里，为三面临沟的黄土山梁，地势险要。抗日战争期间，1940年5月至1945年10月的5年多时间内，克难坡曾是阎锡山的第二战区长官司令部、山西省政府、民族革命同志会等首脑机关的所在地，驻扎于此的晋军军政人员、学生、眷属人数达两万多人，人称“小太原”。因南村谐音“难存”，阎锡山改名为克难。

## 建筑
克难坡除满山开挖的近两千孔土窑洞外，重要建筑均为石窑洞，共99孔，包括杨经略祠、忠义祠、实干堂、克难室、进步室、批评室、竞赛室、检讨室、真理室、万能洞、阎公馆、赵公馆及望河亭等。下为防空洞。
杨经略祠供奉金末金末抗元的隰吉便宜经略使杨贞，楹联为“时穷节乃见，身陨道不孤”。
忠烈祠供奉阵亡将士，楹联为“千秋庙貌光华胄，九曲涛声壮国魂”“百战鼓鼙思壮士，三河袍泽仰英灵”。
望河亭匾额“北天一柱”，楹联为“裘带偶登临，看黄流澎湃，直下龙门，走石扬波，淘不尽千古英雄人物；风云莽辽阔，正胡马纵横，欲窥壶口，抽刀断水，暂收复万里破碎山河。”

## 保护
2004年6月10日，克难坡由山西省人民政府公布为第四批山西省文物保护单位，是一座近代现代重要史迹和代表性建筑，编号4-228。